# Agonopterix pallorella
Agonopterix pallorella — вид метеликів родини плоских молей (Depressariidae).

## Поширення
Вид поширений на більшій частині Європи. Присутній у фауні України.

## Опис
Розмах крил 19–24 мм. Передні крила білувато-вохристі, жилки усіяні крапками темних лусочок; нечітка темна поздовжня смуга біля спини від основи до торнуса (задній кут крила); перший і другий дискові рильця чорні; термінальні чорні точки. Задні крила вохристо-сіро-білуваті, ззаду сіріші. Личинка тьмяно-зеленувата, ззаду темніша; спинна і субдорсальна лінії зеленувато-чорні; точки чорні; голова червоно-коричнева.

## Спосіб життя
Метелики літають з середини червня по березень. Активні вночі. Личинки живляться листям різних видів волошки і серпію. Вони живляться зсередини згорнутим листям. Вид зимує на стадії імаго. Заляльковування відбувається під землею або серед рослинного детриту.